# Gonzalo Pineda
Gonzalo Pineda Reyes (Cidade do México, 19 de outubro de 1982) é um técnico e ex-futebolista profissional mexicano que atuava como volante. Atualmente comanda o Atlanta United.

## Carreira
Gonzalo Pineda representou a Seleção Mexicana de Futebol nas Olimpíadas de 2004 e na Copa do Mundo de 2006.